# 更合镇
更合镇，是中华人民共和国广东省佛山市高明区下辖的一个乡镇级行政单位。

## 行政区划
更合镇下辖以下地区：
更楼社区、新圩社区、合水社区、版村、泽河村、珠塘村、大幕村、白石村、平塘村、歌乐村、官山村、香山村、布练村、小洞村、白洞村、吉田村、水井村、巨泉村、界村、良村、宅布村和高村。